# Trochosa albomarginata
Trochosa albomarginata este o specie de păianjeni din genul Trochosa, familia Lycosidae. A fost descrisă pentru prima dată de Roewer, 1960.
Este endemică în Zimbabwe. Conform Catalogue of Life specia Trochosa albomarginata nu are subspecii cunoscute.